# Busard maure
Circus maurus
Espèce
Statut de conservation UICN

 EN C2a(ii) : En danger
Statut CITES
Le Busard maure (Circus maurus) est une espèce d'oiseau rapace de la famille des Accipitridae. D'après Alan P. Peterson, c'est une espèce monotypique.

## Répartition

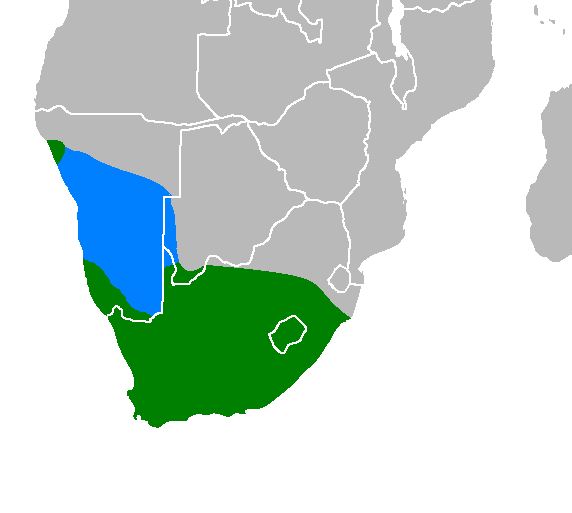
Carte de répartition de l'espèce.
En vert : zone d'habitat.
En bleu : zone de migration occasionnelle.

L'espèce est principalement présente en Afrique du Sud et au Lesotho. On la trouve aussi au Botswana, à la frontière avec l'Afrique du Sud ; et dans le nord de la Namibie, où se trouve une petite colonie d'une cinquantaine d'individus.